# Bocas del Toro (ciudad)
Bocas del Toro también conocida coloquialmente como Bocas, Bocas Isla o Bocas Town, es la capital de la provincia panameña de Bocas del Toro y es la cabecera del Distrito de Bocas del Toro.

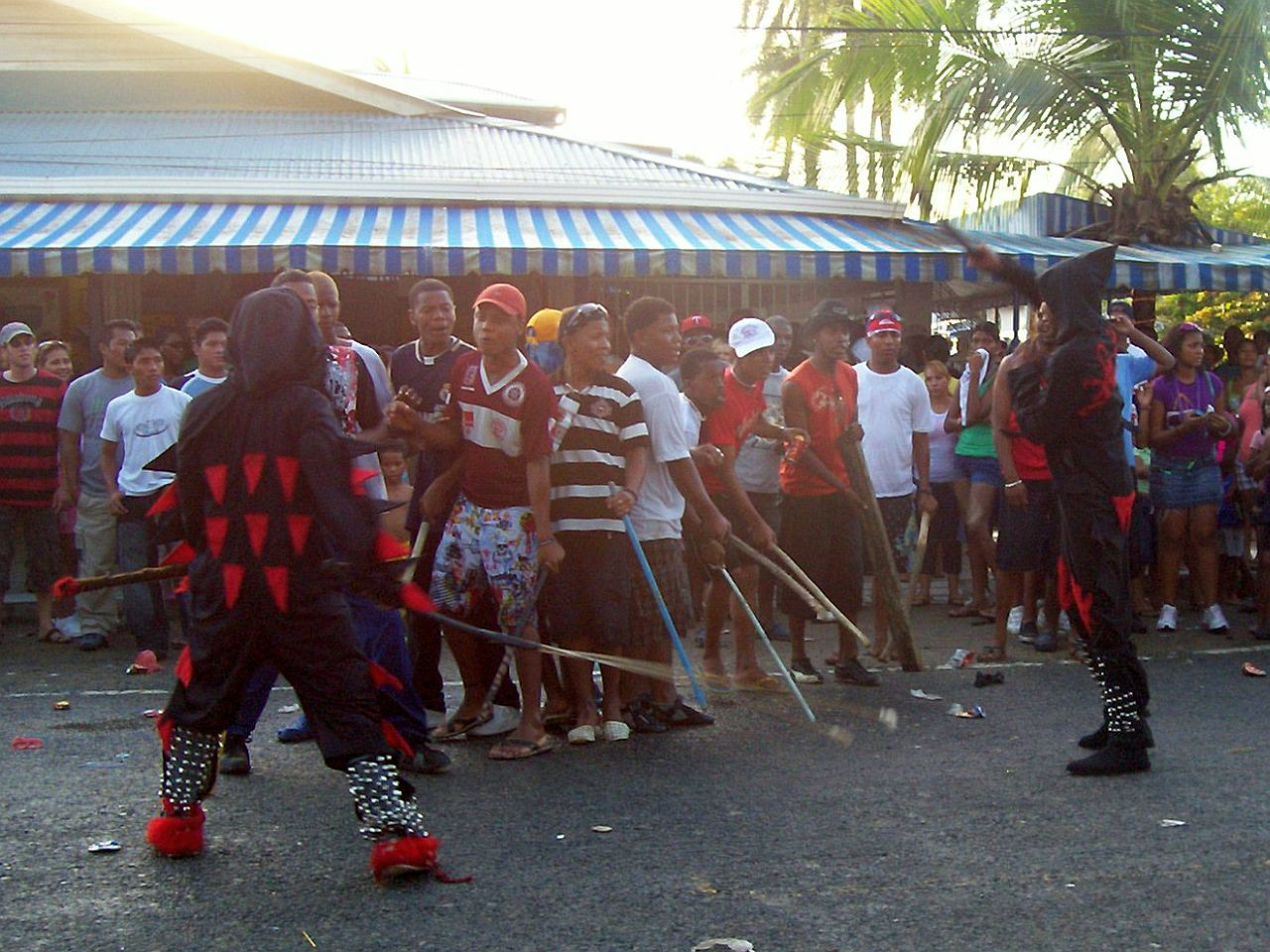
Carnaval (2009).

Su centro urbano se sitúa en un extremo de la isla Colón, una de las que cierran la bahía Almirante y que forman parte del archipiélago del mismo nombre. 
En 1904 sufrió un incendio del que tuvo que ser reconstruida. Constituye el centro administrativo y comercial de la provincia. Es sede episcopal. Posee comunicaciones marítimas además de aéreas y su población (2010) es de 7.366 habitantes.

## Demografía
En 2010 Bocas del Toro contaba con 7,366 habitantes según datos del Instituto Nacional de Estadística y una extensión de 67,3 km² lo que equivale a una densidad de población de 109,4 habitantes por km².

## Turismo
Bocas del Toro es un destino turístico popular durante todo el año lo que la convierte en el centro del desarrollo turístico de la región. La ciudad es lo suficientemente pequeña como para que la mayoría de los lugares se encuentren a poca distancia. Las calles están ordenadas en cuadrícula. Las avenidas corren de este a oeste y las calles corren de norte a sur.
Cuenta con más de cincuenta hoteles, numerosos restaurantes, operadores de tours y de una gran cantidad de comercios relacionados con esa industria.

## Transporte
Se puede acceder a Bocas del Toro por aire o por vía marítima. La mayoría de los visitantes vuelan al Aeropuerto Internacional José Ezequiel Hall desde Costa Rica o Ciudad de Panamá. Los ferries conectan Almirante con Bocas del Toro. Los autobuses circulan entre David, Almirante, Changuinola y la frontera con Costa Rica. Las islas e islotes en el archipiélago de Bocas del Toro son accesibles solo en bote privado o taxi acuático. Muchas comunidades pequeñas bordean la hilera de islas y muy pocas tienen carreteras. Muchas empresas brindan servicio de botes a varias islas y lugares para bucear.

## Ciudades hermanadas
Nuuk, Groenlandia